# العلاقات المالطية الميانمارية
العلاقات المالطية الميانمارية هي العلاقات الثنائية التي تجمع بين مالطا وميانمار.

## مقارنة بين البلدين
هذه مقارنة عامة ومرجعية للدولتين:
| وجه المقارنة                                              | مالطا                                                     | ميانمار          |
| --------------------------------------------------------- | --------------------------------------------------------- | ---------------- |
| المساحة (كم2)                                             | 316                                                       | 676.58 ألف       |
| عدد السكان (نسمة)                                         | 465.29 ألف                                                | 53.37 مليون      |
| الكثافة السكانية (ن./كم²)                                 | 147.24 ألف                                                | 78.88            |
| العاصمة                                                   | فاليتا                                                    | نايبيداو، يانغون |
| اللغة الرسمية                                             | اللغة المالطية، لغة إنجليزية                              | اللغة البورمية   |
| العملة                                                    | يورو، ليرة مالطية                                         | كيات ميانماري    |
| الناتج المحلي الإجمالي (بليون دولار)                      | 12.54 مليار                                               | 69.32 مليار      |
| الناتج المحلي الإجمالي (تعادل القوة الشرائية) بليون دولار | 14.68 مليار                                               | 282.95 مليار     |
| الناتج المحلي الإجمالي الاسمي للفرد دولار أمريكي          | 22.60 ألف                                                 | 1.16 ألف         |
| الناتج المحلي الإجمالي للفرد دولار أمريكي                 |                                                           |                  |
| مؤشر التنمية البشرية                                      | 0.839                                                     | 0.536            |
| رمز المكالمات الدولي                                      | +356                                                      | +95              |
| رمز الإنترنت                                              | .mt                                                       | .mm              |
| المنطقة الزمنية                                           | توقيت وسط أوروبا، ت ع م+01:00، ت ع م+02:00، أوروبا/مالطا ‏ | ت ع م+06:30      |

## منظمات دولية مشتركة
يشترك البلدان في عضوية مجموعة من المنظمات الدولية، منها:
| علم المنظمة | اسم المنظمة                        | تاريخ انضمام مالطا | تاريخ انضمام ميانمار |
| ----------- | ---------------------------------- | ------------------ | -------------------- |
|             | المنظمة الهيدروغرافية الدولية      | ?                  | ?                    |
|             | مؤسسة التمويل الدولية              | 1 يونيو 2005       | 3 ديسمبر 1956        |
|             | منظمة حظر الأسلحة الكيميائية       | ?                  | ?                    |
|             | يونسكو                             | 10 فبراير 1965     | 27 يونيو 1949        |
|             | الأمم المتحدة                      | 1 ديسمبر 1964      | 19 أبريل 1948        |
|             | الاتحاد الدولي للاتصالات           | 1965               | 15 سبتمبر 1937       |
|             | منظمة الشرطة الجنائية الدولية      | ?                  | ?                    |
|             | البنك الدولي للإنشاء والتعمير      | 26 سبتمبر 1983     | 3 يناير 1952         |
|             | الاتحاد البريدي العالمي            | ?                  | ?                    |
|             | وكالة ضمان الاستثمار متعدد الأطراف | 12 سبتمبر 1990     | 16 ديسمبر 2013       |
|             | منظمة التجارة العالمية             | ?                  | ?                    |

## وصلات خارجية
- موقع وزارة الخارجية المالطية
- موقع وزارة الخارجية الميانمارية